# Ozzy Osbourne
Ozzy Osbourne (rodným jménem John Michael Osbourne, 3. prosince 1948 Marston Green u Birminghamu – 22. července 2025 Buckinghamshire) byl anglický zpěvák známý působením v metalové skupině Black Sabbath, ale i svou sólovou dráhou. Od 80. let 20. století vystupoval sólově a byl komerčně ještě úspěšnější než ve skupině Black Sabbath.
Spolu se svou druhou ženou Sharon každoročně organizoval metalový festival Ozzfest. Poslední se konal roku 2017. Měl pět dětí – Jessicu (* 1972), Louise (* 1975), Aimee (* 1983), Kelly (* 1984) a Jacka (* 1985).

## Život
Osbourne se narodil v anglické vsi Marston Green na předměstí Birminghamu, vyrostl v birminghamské čtvrti Aston. Jeho otec John Thomas „Jack“ Osbourne (1915–1977) pracoval na nočních směnách jako nástrojař v General Electric Company plc. Jeho matka Lillian byla nepraktikující katoličkou a pracovala v továrně na ranních směnách. Osbourne byl čtvrtým ze šesti dětí, měl tři starší sestry Jean, Iris a Gillian a dva mladší bratry, Paula a Tonyho. Rodina žila v malém domě se dvěma ložnicemi na Lodge Road ve čtvrti Aston. Přezdívku „Ozzy“ měl již od základní školy.
Zemřel 22. 7. 2025.

## Kariéra

### Black Sabbath
V roce 1970 vydala skupina Black Sabbath eponymní album, které se ještě ten samý rok dočkalo platinové desky. S Black Sabbath vydal celkem 10 nahrávek, kterých se dodnes po celém světě prodalo přes 100 miliónů kusů. Kapela Black Sabbath podnikla několik celosvětových turné. V roce 1974 vystoupila na California Jam před 250 000 fanoušky.

### Sólová dráha

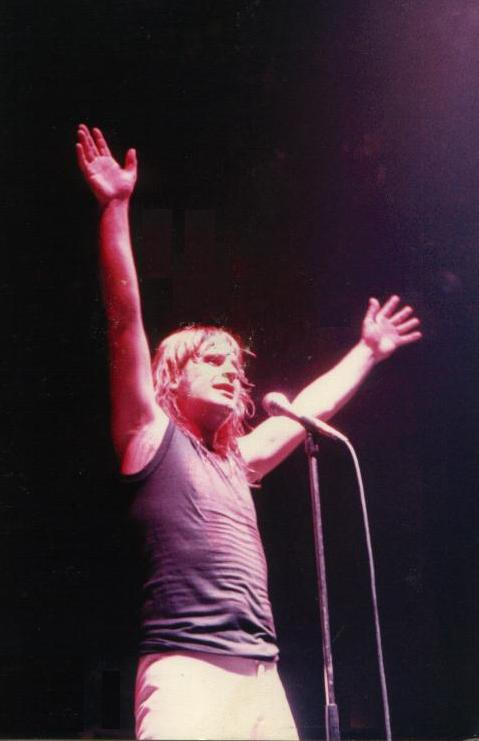
Ozzy Osbourne v Cardiffu, 1981

V roce 1979 se vydal na sólovou dráhu. V roce 1980 vydal své první sólové album Blizzard of Ozz. Album brzy dosáhlo čtyřnásobné platinové desky. Během osmdesátých let vydal sedm alb, přičemž každého z nich se prodalo přes 2 milióny kusů. Na sólové dráze celkem prodal přes 70 miliónů svých desek. V roce 1983 koncertoval na pódiu US Festivalu před 250 000 lidmi. V roce 1985 vystoupil na legendárním benefičním koncertě Live Aid. V roce 1989 vystoupil na Moskevském mírovém festivalu. Byl to první velký rockový koncert západní hvězdy na území tehdejšího SSSR.
Během devadesátých let vydal pět alb. Každé z nich se stalo multiplatinovým a koncertoval po celém světě. V roce 1993 získal Grammy v kategorii „Best Metal Performance“ za „I Don't Want to Change the World“.

### Film
V roce 2001 si zahrál cameo roli ve filmu Malý Nickey – Satan Junior.

### Ozzfest, Osbournovi
V roce 1996 založili společně se Sharon, svou ženou a manažerkou v jedné osobě, Ozzfest, první národní hudební festival věnovaný hard rocku, který měl hledat a představovat nové talenty. Jeho vystoupení na tomto festivalu navštívilo 1,4 miliónu lidí. Ozzfest se konal vždy jednou ročně. Část zisku z Ozzfestu putuje na nejrůznější charitativní účely, mj. na Lifebeat.
V roce 2000 se dočkal vlastní hvězdy na pověstném hollywoodském chodníku slávy. V roce 2000 obdržel další Grammy v kategorii Best Metal Performance (tentokrát jako člen znovu sjednocených Black Sabbath) za skladbu „Iron Man“. Osbournovi byli protagonisty reality show The Osbournes, kterou vysílala hudební stanice MTV.

### Omezení koncertů
Dne 8. srpna 2022 se Ozzy Osbourne vrátil na stage po 4 letech a setkal se s Tony Iommim, aby ukončili závěrečný ceremoniál 2022 Commonwealth Games na atletickém stadionu Alexander Stadium ve svém rodném Birminghamu. Hráli s hudebníky Tommym Clufetosem a Adamem Wakemanem, kteří se k nim připojili na posledním turné Black Sabbath a kteří byli tou dobou členové Osbourneovy kapely.
Dne 8. září 2022 Ozzy Osbourne vystoupil v poločase zápasu Los Angeles Rams vs. Buffalo Bills v SoFi stadiu, kde zazněly písně Patient Number 9 a Crazy Train s bubeníkem Tommym Clufetosem, kytaristou a producentem Andrew Wattem, baskytaristou Chrisem Chaneyem a kytaristou Zakkem Wyldem.
V únoru 2023 Osbourne oznámil, že ruší své evropské turné kvůli poranění páteře, kterou si nešťastnou náhodou přivodil při vážném pádu v roce 2019. Osbourne poděkoval své kapele a fanouškům za trpělivost. A za život, který mu fanoušci umožnili žít a o kterém se mu ani nesnilo. Den po oznámení zrušení turné Osbourne prozradil, že má pořád v plánu dál vystupovat, ale ne ve formě turné a v omezenějším kontextu.
Ozzy Osbourne, Billy Morrison a Steve Stevens (kytaristé Billyho Idola) složili a vydali 21. března 2024 píseň s názvem „Crack Cocaine“. Hosty v písni jsou bubeník Tommy Clufetos a klávesista Paul Trudeau.
V červnu 2024 bývalý baskytarista Black Sabbath a Osbourneovy sólové skupiny Geezer Butler prozradil, že Osbourne chtěl zoufale odehrát poslední reunion show Black Sabbath.
Dne 19. října 2024 Osbourne byl uveden do Rokenrolové síně slávy jako sólový umělec. Kde místo něj vystoupili přátelé a hosté: Billy Idol, Maynard James Keenan, Zakk Wylde, Robert Trujillo, Chad Smith, Steve Stevens, Wolfgang Van Halen, Andrew Watt a Adam Wakeman.
Dne 5. února 2025 Ozzy Osbourne oznámil, že se původní sestava Black Sabbath zreformuje pro jednu závěrečnou charitativní show nazvanou Back to the Beginning ve Villa Parku v rodném Birminghamu. Ta se konala 5. července 2025, což byl jak pro skupinu, tak pro Osbourna vůbec poslední koncert. Celý výtěžek ze show šel na podporu léčby Parkinsonovy choroby, Dětské nemocnici a hospici v Birminghamu. V rámci koncertu hostovaly také kapely Metallica, Slayer, Pantera, Alice in Chains, Gojira, Anthrax, Halestorm, Lamb of God a Mastodon. Dalšími hosty byli Tom Morello, Duff McKagan, Billy Corgan, David Draiman, Slash, Yungblud, Nuno Bettencourt, Steven Tyler, Papa Emeritus, Sleep Token II, Wolfgang Van Halen, Sammy Hagar, K.K. Downing a bývalí členové z Osbourneovy sólové skupiny Mike Bordin, Jake E. Lee a Rudy Sarzo. Osbourne uvedl: „Nepůjdu tam nahoru a nebudu dělat polovičatého Ozzyho hledajícího soucit. Jaký to má kurva smysl? Já tam nahoru nepojedu na zasraném invalidním vozíku.“ Osbourne nevyloučil pokračování ve studiové práci bez dalších koncertů.

## Osobní život

### Vztahy
V roce 1971 se Osbourne setkal se svou první manželkou Thelmou (rozenou Riley) v nočním klubu v Birminghamu zvaném Rum Runner, kde pracovala. O rok později se vzali a brzy se jím narodily děti Jessica a Louis, zatímco Osbourne ještě adoptoval Thelmina syna Elliota. Osbourne později označil své první manželství za „strašnou chybu“. Užívání drog a alkoholu spolu s častou absencí na turné s Black Sabbath si vybralo jeho daň na jeho rodinném životě; jeho děti si později stěžovaly, že nebyl dobrým otcem. V dokumentárním filmu 2011 God Bless Ozzy Osbourne, produkovaném jeho synem Jackem, Osbourne nesměle přiznal, že si ani nemohl vzpomenout, kdy se narodili Louis a Jessica.
Osbourne začal mít milostný vztah se svou manažerkou Sharon Arden v srpnu 1980, vzal si ji dne 4. července 1982. Pár má spolu tři děti, Aimee (* 1983), Kelly (* 1984) a Jacka (* 1985). Později přiznal, že známé datum amerického Dne nezávislosti „Čtvrtého července“ bylo zvoleno tak, aby nikdy nezapomněl na své výročí. Kytarista Randy Rhoads v roce 1981 předpověděl, že se do budoucna „pravděpodobně někdy vezmou“ i přes jejich neustálé hašteření a fakt, že Osbourne byl v té době stále ženatý s Thelmou.

### Užívání drog
Ozzy po většinu svého dospělého života užíval cigarety, alkohol, pouliční drogy a léky na předpis. Sám uvedl, že první cigaretu měl zřejmě v 11 nebo 12 letech a alkohol poprvé zkusil ve 14-ti letech. Na začátku kariéry s Black Sabbath pil s členy skupiny převážně alkohol, poté přišli lehké drogy jako marihuana a LSD.
Ozzy se poprvé setkal s kokainem začátkem roku 1971 v hotelu v Denveru po koncertu, který Black Sabbath odehráli s kapelou Mountain, ale když drogu poprvé vyzkoušel 'svět se mu trochu zamotal.' Od této doby užíval kokain ve velkých dávkách, převážně během 80. let a také při nahrávání alba Vol.4, kdy Black Sabbath dostávali kokain v krabicích od pracích prášků. Díky tomu nahrávali dva dny za sebou bez spánku. Tony Iommi řekl, že zatímco všichni členové kapely v 70. letech pili alkohol a brali další nelegální drogy, Osbourne vedl nejnezdravější životní styl ze všech. Iommi uvedl: "Byl obvykle jediný, kdo zůstal stát, když ostatní „odpočívali“."
V roce 1978 Ozzy přiznal: "Zhulím se, zblázním se... co je sakra špatného na tom, když se zblázním? Musí být něco v nepořádku se systémem, když se tolik lidí musí zbláznit... Nikdy neberu drogy ani nic podobného, než vyjdu na pódium. Potom si dám jointa nebo cokoli jiného." Když byl v roce 1979 vyhozen z Black Sabbath, strávil Ozzy další tři měsíce zavřený v hotelovém pokoji, pil alkohol a bral obrovské množství drog „celý den a každý den“.
Ozzyho zneužívání návykových látek občas způsobovalo v jeho kapele neshody. Baskytarista Rudy Sarzo popsal frustrace, které on a jeho kolegové z kapely pociťovali, když se vyrovnávali s životem na cestách s Ozzym, který byl téměř neustále opilý a často měl takovou kocovinu, že odmítal hrát. Když už mohl hrát, jeho hlas byl často tak poškozen kouřením, pitím a zneužíváním drog, že vystoupení trpělo. Mnoho koncertů na americké části Diary of a Madman Tour v letech 1981–82 bylo jednoduše zrušeno a členové jeho kapely začali rychle unavovat nepředvídatelností spojenou s často prudkými výkyvy nálad, ke kterým byl náchylný, když byl opilý nebo zdrogovaný. Klávesista Don Airey během jeho rané sólové kariéry, uvedl, že právě Osbourneovo zneužívání návykových látek nakonec vedly k jeho odchodu z kapely.
Nejznámější incident se odehrál v srpnu 1989, kdy Sharon tvrdila, že se ji Ozzy pokusil uškrtit poté, co se vrátil domů z Moskevského hudebního mírového festivalu v oparu alkoholu a jiných drog. Incident vedl Ozzyho k šestiměsíční rehabilitaci, po které Sharon znovu získala víru ve svého manžela a nepodala žádné obvinění. Během nahrávání alba No More Tears byl po dlouhé době střízlivý a poté se rozhodl ukončit hudební kariéru, aby strávil více se svou rodinou.
V polovině a koncem 90. let se vrátil k užívání marihuaně a postupně znovu i k alkoholu. V roce 2003 Ozzy sdělil, jak byl téměř paralyzován léky předepsanými lékařem z Beverly Hills. Lékař mu údajně předepsal 13 000 dávek 32 léků za jeden rok. Po jeho nehodě na čtyřkolce se užívání vicodinu zvýšil. Jeho pití alkoholu se také zhoršilo, když jeho manželka Sharon mu řekla, že má rakovinu.
Ozzyho dlouholetý kytarista Zakk Wylde připsal Osbourneovu dlouhověkost navzdory desetiletím zneužívání návykových látek uvedl: "Velmi zvláštnímu druhu odvahy, která je větší než King Kong a Godzilla dohromady... vážně, je drsný jako hřebík, kámo!“
V roce 2010, během rozhovoru Ozzy uvedl, že kvůli konzumaci alkoholu mu trvalo 19 pokusů, než získal řidičský průkaz.
V dubnu 2013 Osbourne prostřednictvím Facebooku prozradil, že v posledním roce a půl začal znovu kouřit, pít a brát drogy. Prohlásil, že „byl ve velmi temné situaci“, ale od začátku března 2013 je opět střízlivý. Omluvil se také Sharon, své rodině, přátelům, spoluhráčům z kapely a fanouškům za své „šílené“ chování během tohoto období.
Ozzy později komentoval svůj dřívější divoký životní styl a vyjádřil zmatek nad tím, jak přežil 40 let zneužívání tabáku, alkoholu, pouličních drog a léků na předpis. V říjnu 2010 se k Ozzymu na pódiu připojili vědci z Knome, společnosti která se zabývala interpretací lidského genomu, aby diskutovali o své analýze celého Osbourneova genomu, která osvětlila, jak tento proslulý rocker žijící tvrdým životem přežil desetiletí zneužívání alkoholu, tabáku a dalších drog. Zjistilo se, že Ozzy v sobě má stovky genetických variant, které do té doby nikdy nebyly u člověka zaznamenány. Jeden z genetiků Ozzyho označil za "genetického mutanta". Ukázalo se, že jeho mutace mu umožnily přežít dávky alkoholu a drog, které by jiné zabily, ale také ho předurčily k závislostem. 
V říjnu 2024 Osbourne uvedl, že po dlouhé době abstinence od alkoholu a drog se vrátil k marihuaně.

### Náboženství
V některých textech Ozzy zesměšňoval křesťanskou pravici. Některé křesťanské skupiny a duchovní Ozzyho dlouho odsuzovali jako nemorálního satanistu, což on vždy odmítal. Ozzy v roce 2018 řekl: "Nikdy nemluvím o náboženství. Nerozumím organizovanému náboženství. Ale snažím se být dobrý, i když je někdy dobré být špatný." Z legrace se připojil ke křesťanům, kteří protestovali před jeho koncertem: "Připojil jsme se k nim na konci davu s koštětem a sešívačkou jsem na něj připevnil papír s nápisem 'Hezký den a smajlík'. Vůbec nevěděli, že tam jsem."
V roce 1992 napsal pro noviny The New York Times, že je praktikujícím členem anglikánské církve a že se před každou show modlí.

### Zdravotní problémy
Dne 6. února 2019 byl Osbourne hospitalizován na neznámém místě na doporučení svého lékaře kvůli chřipkovým komplikacím, čímž byla odložena evropská část jeho turné No More Tours 2.
Záležitost byla popsána jako „závažná infekce horních cest dýchacích“ po záchvatu chřipky, u níž se jeho lékař obával, že by se mohla rozvinout v zápal plic, vzhledem k fyzické náročnosti živých vystoupení a rozsáhlému cestovnímu plánu po Evropě v drsných zimních podmínkách. Pneumonie postihuje dýchací cesty a pro starší pacienty může být smrtelná, tudíž v takových případech lékaři zavádí preventivní opatření. Od 12. února 2019 byl Osbourne přesunut na jednotku intenzivní péče. Promotéři turné Live Nation uvedli v prohlášení, že doufají, že Osbourne bude „fit a zdravý“ a bude schopen dodržet termíny turné v Austrálii a na Novém Zélandu v březnu.
Osbourne později úplně zrušil turné a nakonec všechny koncerty naplánované na rok 2019 poté, co utrpěl vážná zranění při pádu ve svém domě v Los Angeles, když se stále zotavoval ze zápalu plic.
V únoru 2019 mu byla diagnostikována Parkinsonova choroba, kterou veřejně odhalil v lednu 2020. V únoru 2020 Osbourne zrušil severoamerické turné v roce 2020 a do dubna se léčil ve Švýcarsku.
V říjnu 2023 Osbourne a jeho žena Sharon prozradili, že se dohodli na asistované sebevraždě ve Švýcarsku v případě velkého zhoršení zdravotního stavu ať, už psychického nebo fyzického.
V únoru 2025 Osbourne přiznal, že půl roku po operaci páteře nedokázal chodit. Jeho manželka Sharon upozorňuje, že Parkinsonova choroba ale zatím neovlivnila Osbourneův hlas. Ozzy Osbourne řekl: „Možná sténám, že nemůžu chodit, ale když se rozhlédnu, vidím lidi, kteří toho neudělali ani z poloviny tolik jako já a nezvládli to.“
Ozzyho oblíbené jídlo bylo burrito, pečené kuře a pečený krocan s omáčkou. Jeho oblíbené pití bylo Diet Pepsi (Pepsi Zero), také uvedl, že za den jich dokázal vypít bednu, což je vidět v pořadu The Osbournes. Přesto, že měl problémy s alkoholem, neměl rád šampaňské víno.

## Smrt a pohřeb
Dne 22. července 2025 v úterý ráno Ozzy Osbourne zesnul ve věku 76 let, 17 dní po svém posledním koncertě.
Dne 30. července 2025 se konal pohřební průvod k uctění jeho památky v Birminghamu. O den později se konal soukromý pohřeb v jeho rezidenci v Buckinghamshire, kde byl následně pohřben, jak si sám přál.
Později se objevily zprávy, které uvedly jako příčinu úmrtí infarkt myokardu způsobený ischemickou srdeční chorobou.

## Ozzy Osbourne v Česku

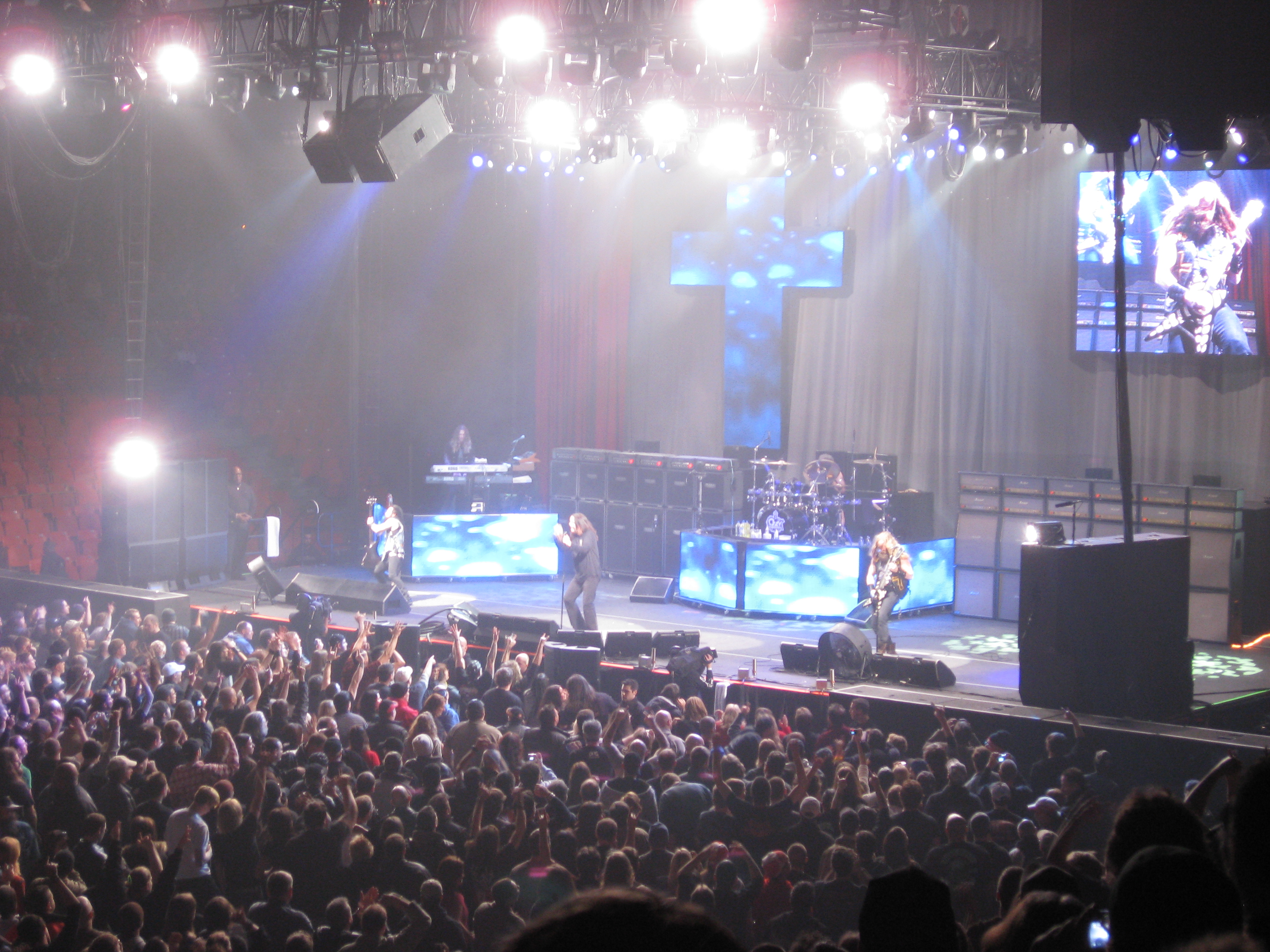
Ozzy Osbourne v roce 2018.

- 9. prosince 1995 – Tipsport arena – Praha (Retirement Sucks Tour)
- 30. května 2002 – Strahovský stadion – Praha (Ozzfest) (30 tisíc lidí)
- 26. června 2007 – O2 arena – Praha (Black Rain Tour)
- 28. srpna 2010 – Řípfest – Krabčice (Scream Tour)
- 6. června 2012 – O2 arena – Praha (Ozzy and Friends Tour)
- 13. června 2018 – Letiště Letňany – Praha (No More Tours II - poslední koncert v Česku) (přes 35 tisíc lidí)

## Členové kapely

### Poslední sestava
- Ozzy Osbourne – zpěv (1979–2025)
- Zakk Wylde – sólová kytara, doprovodný zpěv (1987–1992, 1995, 1998, 2001–2009, 2017–2018, 2022, 2025)
- Mike Inez – baskytara (1989–1992, 1996, 1998, 2025)
- Adam Wakeman – klávesy, rytmická kytara, doprovodný zpěv (2004–2018, 2024, 2025)
- Tommy Clufetos – bicí (2010–2018, 2022, 2024, 2025)

### Bývalí členové

#### Kytara
- Randy Rhoads (1979–1982)
- Brad Gillis (1982)
- Jake E. Lee (1982–1987)
- Joe Holmes (1995–2001)
- Gus G. (2009–2017)

#### Baskytara
- Bob Daisley (1979–1981, 1983–1985, 1987–1988, 1990–1991, 1994–1995)
- Rudy Sarzo (1981–1982)
- Pete Way (1982)
- Don Costa (1983)
- Phil Soussan (1985–1987)
- Geezer Butler (1988–1989, 1994–1995)
- Mike Inez (1989–1992, 1996, 1998)
- Robert Trujillo (1996–2003)
- Jason Newsted (2003)
- Rob „Blasko“ Nicholson – baskytara (2003–2018)

#### Bicí
- Lee Kerslake (1979–1981)
- Tommy Aldridge (1981–1983, 1984–1985)
- Carmine Appice (1983–1984)
- Randy Castillo (1985–1992, 1995–1996, 1998)
- Deen Castronovo (1994–1995)
- Mike Bordin (1996–2010)

#### Hostující členové na albech
- Don Airey – klávesy (1979–1980, 1983–1985)
- Johnny Cook – klávesy (1981)
- Mike Moran – klávesy (1985)
- Rick Wakeman – klávesy (1995)
- Michael Railo – klávesy (2001)
- Jerry Cantrell – sólová kytara (2005)
- Chris Wyse – baskytara (2005)
- Andrew Watt – sólová kytara (2019)
- Slash – sólová kytara (2019)
- Duff McKagan – baskytara (2019, 2022)
- Chad Smith – bicí (2019, 2022)
- Jeff Beck – sólová kytara (2022)
- Tony Iommi – sólová kytara (2022)
- Taylor Hawkins – bicí (2022)
- Chris Chaney – baskytara (2022)
- Robert Trujillo – baskytara (2022)
- Zakk Wylde – sólová kytara (2022)
- Mike McCready – sólová kytara (2022)
- Josh Homme – sólová kytara (2022)
- Eric Clapton – sólová kytara (2022)

#### Hostující členové na turné
- Don Airey – klávesy (1981–1982, 1983–1985)
- Lindsay Bridgwater – klávesy (1980–1981, 1982–1983)
- John Sinclair – klávesy (1986–1991, 1995–2003)
- Kevin Jones – klávesy (1991–1992)
- Robert Mason – doprovodný zpěv (1995–1996, 1998)
- Roy Mayorga – bicí (2000)
- Brian Tichy – bicí (2000)
- Slash – sólová kytara (2012)
- Geezer Butler – baskytara (2012)
- Zakk Wylde – sólová kytara (2012)
- Tom Morello – sólová kytara (2015)

## Diskografie

### Black Sabbath
- Black Sabbath (1970)
- Paranoid (1970)
- Master of Reality (1971)
- Black Sabbath, Vol. 4 (1972)
- Sabbath Bloody Sabbath (1973)
- Sabotage (1975)
- Technical Ecstasy (1976)
- Never Say Die! (1978)
- 13 (2013)

### Sólová alba

#### Studiová alba
- Blizzard of Ozz (1980)
- Diary of a Madman (1981)
- Bark at the Moon (1983)
- The Ultimate Sin (1986)
- No Rest for the Wicked (1988)
- No More Tears (1991)
- Ozzmosis (1995)
- Down to Earth (2001)
- Under Cover (2005) – cover album
- Black Rain (2007)
- Scream (2010)
- Ordinary Man (2020)
- Patient Number 9 (2022)

#### Koncertní alba
- Speak of the Devil (1982)
- Randy Rhoads Tribute (1987)
- Just Say Ozzy (1990)
- Live & Loud (1993)
- Live at Budokan (2002)

#### Kompilace
- The Ozzman Cometh (1997)
- The Essential Ozzy Osbourne (2003)
- Prince of Darkness (2005)
- Memoirs of Madman (2014)